# Cruise Sardegna
Le Cruise Sardegna est un navire mixte appartenant à la compagnie italienne Grimaldi Lines. Construit entre 2009 et 2010 aux chantiers Fincantieri de Castellammare di Stabia, il était à l'origine baptisé Cruise Olympia. Dernier d'une série de quatre navires mixtes géants commandés par l'armateur italien, il est aussi le deuxième construit pour sa filiale grecque Minoan Lines. Mis en service en juillet 2010 sur les lignes entre la Grèce et l'Italie, il restera sur cet axe jusqu'en février 2021, date à laquelle il est transféré au sein de la flotte de Grimaldi Lines pour être exploité entre l'Italie continentale et la Sardaigne sous le nom de Cruise Sardegna.

## Histoire

### Origines et construction
En 2008, la majorité du capital de la compagnie grecque Minoan Lines est racheté par le groupe Grimaldi. Dès son arrivée dans l'actionnariat de l'entreprise, l'armateur italien décide de renouveler la flotte de sa nouvelle filiale en service entre la Grèce et l'Italie. Deux navires mixtes géants sont alors commandés aux chantiers Fincantieri de Castellammare di Stabia. Les futures unités sont conçues comme des sister-ships des imposants Cruise Roma et Cruise Barcelona exploités par Grimaldi Lines entre l'Italie et l'Espagne.
Le premier navire, baptisé Cruise Europa, est lancé le 14 mars 2009. Son jumeau le Cruise Olympia est mis à l'eau quant à lui le 14 novembre 2009. Après finitions, il est livré à Grimaldi Lines le 30 juin 2010 et immédiatement affrété par Minoan Lines.

### Service

#### Minoan Lines (2010-2021)
Le Cruise Olympia est mis en service le 2 juillet 2010 entre Patras, Igoumenitsa, Corfou et Ancône.
Le 7 octobre 2011, de fortes rafales de vent de plus de 95 km/h soufflant sur Ancône provoquent la rupture des amarres du navire qui commence à dériver dans le port. L'équipage, assisté par un remorqueur, parvient toutefois à maitriser le navire et le plaquer contre le quai avant qu'il ne cause plus de dégâts qui se limitent à quelques éraflures sur la coque. Lors de sa dérive, le car-ferry a manqué d'écraser le navire de recherches Odin Finder qui était amarré à proximité, le pire a pu être évité grâce à l'intervention rapide de l'équipage.
Dans la matinée du 20 juillet 2018, alors qu'il effectue sa manœuvre d'accostage dans le port d'Igoumenitsa, le Cruise Olympia entre en collision avec le navire mixte Hellenic Spirit de la compagnie ANEK Lines. Si ce dernier s'en tire avec peu de dommages, le Cruise Olympia en ressort quant à lui avec trois brèches sur son flanc bâbord au dessus de la ligne de flottaison.
Au cours de son arrêt technique effectué en novembre 2019 aux chantiers Palumbo de La Valette, le navire est équipé d'épurateurs de fumées, communément appelés scrubbers, visant à réduire ses émissions de soufre.
En janvier 2021, il est annoncé que le Cruise Olympia et son jumeau seront transférés au sein de la flotte de Grimaldi Lines afin de renforcer les liaisons entre l'Italie continentale et la Sardaigne dès la seconde moitié du mois de février. Le navire achève ainsi sa dernière traversée pour le compte de Minoan Lines le 4 février avant de prendre la direction des chantiers Palumbo de Malte en vue de son passage sous les couleurs de Grimaldi Lines.

#### Grimaldi Lines (depuis 2021)
Arrivé aux chantiers Palumbo le 5 février, le navire adapté aux standards de Grimaldi Lines. Rebaptisé Cruise Sardegna le 12 février, il quitte Malte quelques jours plus tard pour rejoindre l'Italie. Le navire débute ensuite ses rotations entre Livourne et Olbia le 18 février.

## Aménagements
Le Cruise Sardegna possède 10 ponts. Bien que le navire s'étende en réalité sur 12 ponts, deux d'entre eux sont absents au niveau des garages afin de permettre au navire de transporter du fret. Les locaux des passagers occupent la totalité des ponts 11 à 8 ainsi que la partie arrière du pont 7. Les ponts 2, 3, 5 et 7 sont consacrés aux garages.

### Locaux communs
Le Cruise Sardegna possède de confortables installations destinées aux passagers dont la majeure partie se situe sur le pont 10. Le navire dispose ainsi de deux espaces de restauration, de trois bars dont un extérieur avec piscine, d'une galerie marchande, d'un casino, d'un centre de conférence ainsi que d'un gymnase.

### Cabines
Le Cruise Sardegna dispose de 412 cabines situées sur les ponts 8 et 9. Elles sont le plus souvent équipées de deux à quatre couchettes ainsi que de sanitaires comprenant douche, WC et lavabo. 68 d'entre elles sont des suites. Trois salons fauteuils sont également présents à l'arrière du pont 7.

## Caractéristiques
Le Cruise Sardegna mesure 225 mètres de long pour 30,40 mètres de large et son tonnage est de 54 310 UMS. Le navire a une capacité 2 300 passagers et est pourvu d'un garage pouvant accueillir 610 véhicules et 180 remorques répartis sur 4 niveaux. Le garage est accessible par deux portes rampes situées à l'arrière. La propulsion est assurée par quatre moteurs diesels Wärtsilä 12V46D développant une puissance de 55 440 kW entraînant deux hélices à pas variable faisant filer le bâtiment à une vitesse de 27,5 nœuds. Le Cruise Sardegna possède six embarcations de sauvetage fermées de grande taille, trois sont situées de chaque côté vers le milieu du navire. Elles sont complétées par un canot semi-rigide à tribord sur le pont 11. En plus de ces principaux dispositifs, le navire dispose de plusieurs radeaux de sauvetage à coffre s'ouvrant automatiquement au contact de l'eau. Le navire est doté de deux propulseurs d'étrave facilitant les manœuvres d'accostage et d'appareillage. Depuis 2019, le Cruise Sardegna est équipé de scrubbers, dispositif d'épuration de fumées réduisant les émissions de soufre.

## Lignes desservies
De 2010 à 2021, le Cruise Olympia était affecté aux lignes de Minoan Lines entre la Grèce et l'Italie sur l'axe Patras - Igoumenitsa - Corfou - Ancône.
Depuis février 2021, le navire est employé sur les liaisons de Grimaldi Lines entre l'Italie continentale et la Sardaigne sur la ligne Livourne - Olbia.